# 浮体式生産貯蔵積出設備

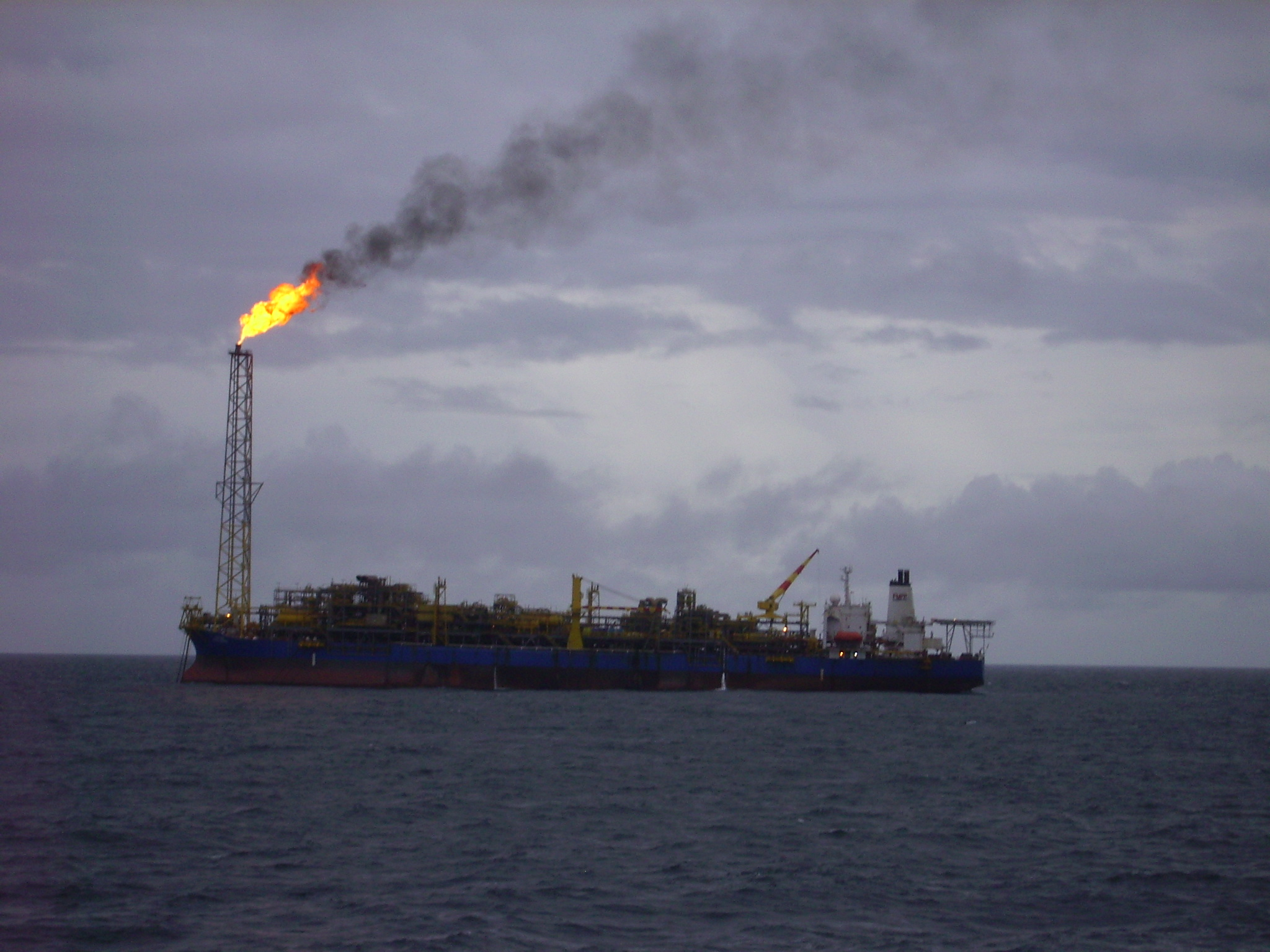
ナイジェリア沖で稼働中のFPSO「Mystras」

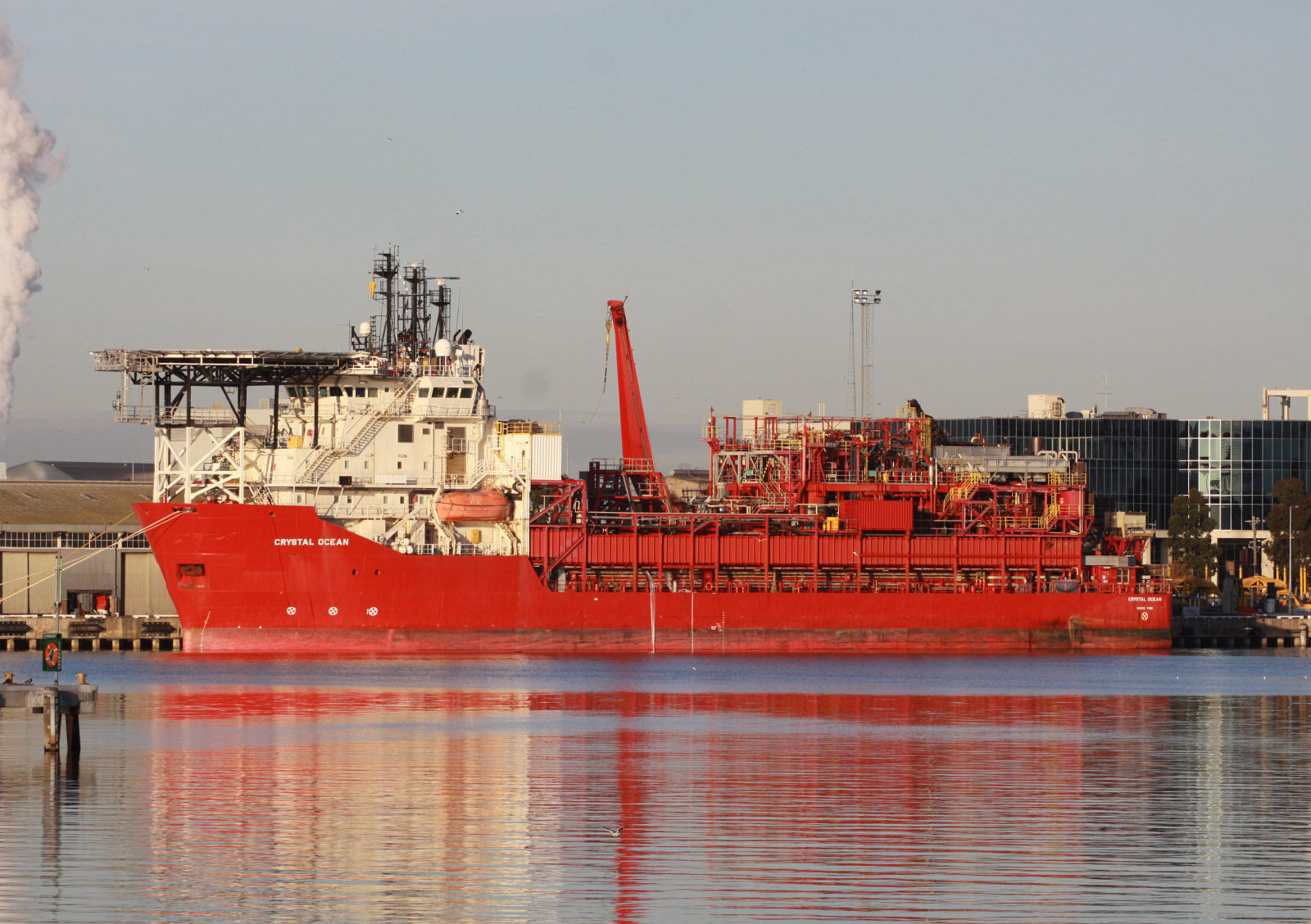
メルボルン港に係留中のFPSO「Crystal Ocean」

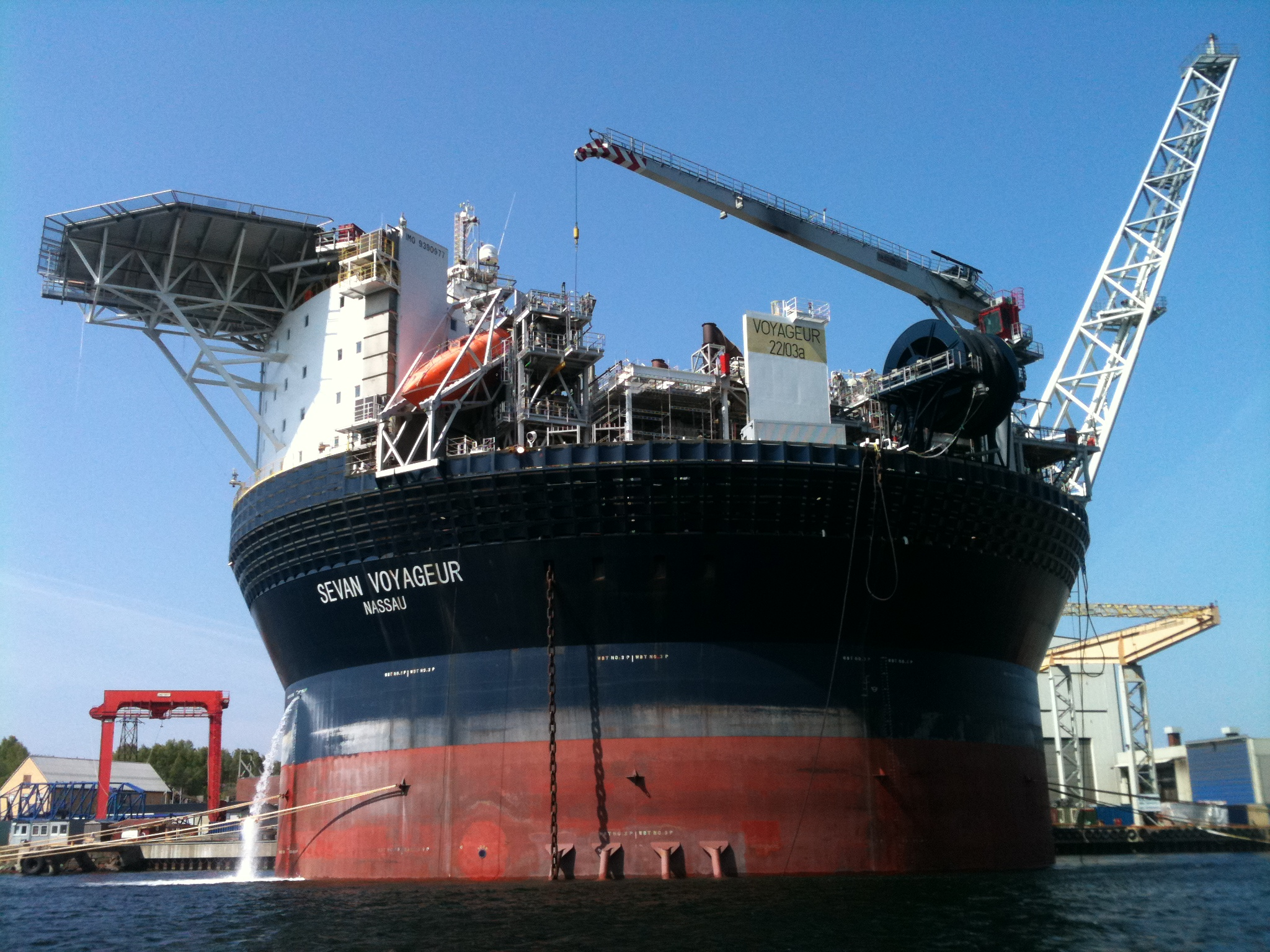
ノルウェー・アーレンダール外港に係留中の円形FPSO「Sevan Voyageur」

浮体式生産貯蔵積出設備（ふたいしきせいさんちょぞうつみだしせつび、英語：floating production, storage and offloading、略称：FPSO）は海洋上で石油や天然ガスを生産・貯蔵・積出する浮体式施設。多くが船舶状の形状をしている石油プラットフォームの一種で、炭化水素を処理し貯蔵する施設を持つ。
近隣の石油プラットフォームか海中のテンプレートから炭化水素を輸送し石油やガスを取出・貯蔵し、タンカーで積み出すか、パイプラインで輸送する。FPSOは比較的容易に設置出来、石油輸送の為の固定パイプラインの設置が必要ではないため、主に海洋沖で利用される。この為にFPSOは新規に建造されたりタンカーを改造され生産されたりする。
生産ではなく貯蔵・積出のみを目的とした設備はFSO（浮体式貯蔵積出設備、floating storage and offloading vessel）と呼ばれる。
現在世界で約160基のFPSOが稼働中。

## 歴史
1940年代後期頃、海洋沖の油田で石油採掘が開始された。従来は石油プラットフォームは大陸棚に設置されていたが、1970年代よりさらに遠洋及び深海に移動するにつれ浮体式設備が使用されるようになってきた。
1977年に、最初の原油生産FPSOの「シェル・カステロン」がスペインにより建造された。
その後、多くの原油生産FPSOが建造・稼動し普及期に入る。
LPGを扱うFPSOとして、最初のLPG FPSOがIHIマリンユナイテッドにより建造され、2004年11月に船主のFPSO運用企業SBM社に引き渡された。プラントはアンゴラ沖に設置され「センハLPG FPSO」と名付けられた。
その後、世界の大手造船会社がLPG FPSOの建造に乗り出している。シェルがサムスン重工業に10基のLPG FPSOの発注し、2009年にその建造計画を発表した。
一方、LNGを扱うFPSOは、2013年8月現在、稼動に至っていないが、計画は存在する。
2011年に、シェルがLNG FPSO（浮体式液化天然ガス生産貯蔵積出設備）を西オーストラリア200km沖に設置する計画を発表した。完成は2017年を予定し、完成後は43.6万立方メートルのLNG貯蔵容量を持つ世界最大（長さ488m、幅74m、60万トン）の海洋上浮体設備となる 。
FPSOと異なるが、関連技術として浮体式貯蔵・気化設備（FSRU）がある。そのFSRUとしてLNGタンカーを転用する改造工事を2007年にケッペル社はシンガポールの造船所で行った。FSRUは、LNG FPSOと比較すると液化プラントが無い分浮体設備はよりコンパクトに収まり、LNGタンカーからの転用が比較的容易である。

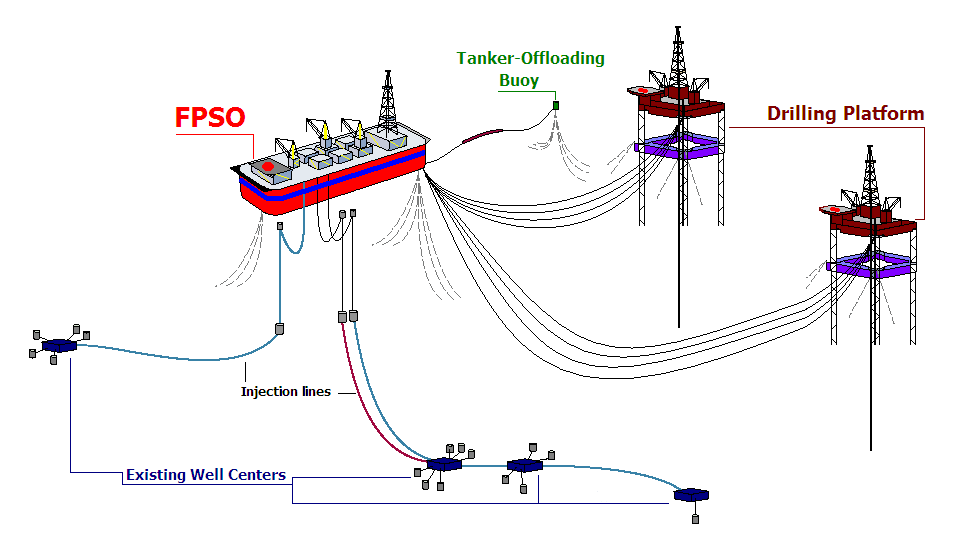
FPSO構成図

## その他の種類
FSO（浮体式貯蔵積出設備、floating storage and offloading unit）は生産設備を持たないFPSOである。ほとんどのFSOは「スーパータンカー」と言われた巨艦石油タンカーを改造したものである。例えば1979年に住友重機械工業追浜造船所で建造された世界最大のスーパータンカー「シーワイズ・ジャイアント」(Seawise Giant) は、2009年までカタール沖でFSO「ノック・ネヴィス（Knock Nevis）」として使用された。
現在世界で約100基のFSOが稼働中。

FSRU（浮体式貯蔵再ガス化設備、floating storage and regasification unit）は液化天然ガスをLNGタンカーから取り下ろし貯蔵、その後常温・常圧化し陸上パイプラインなどに送出する浮体式設備である。

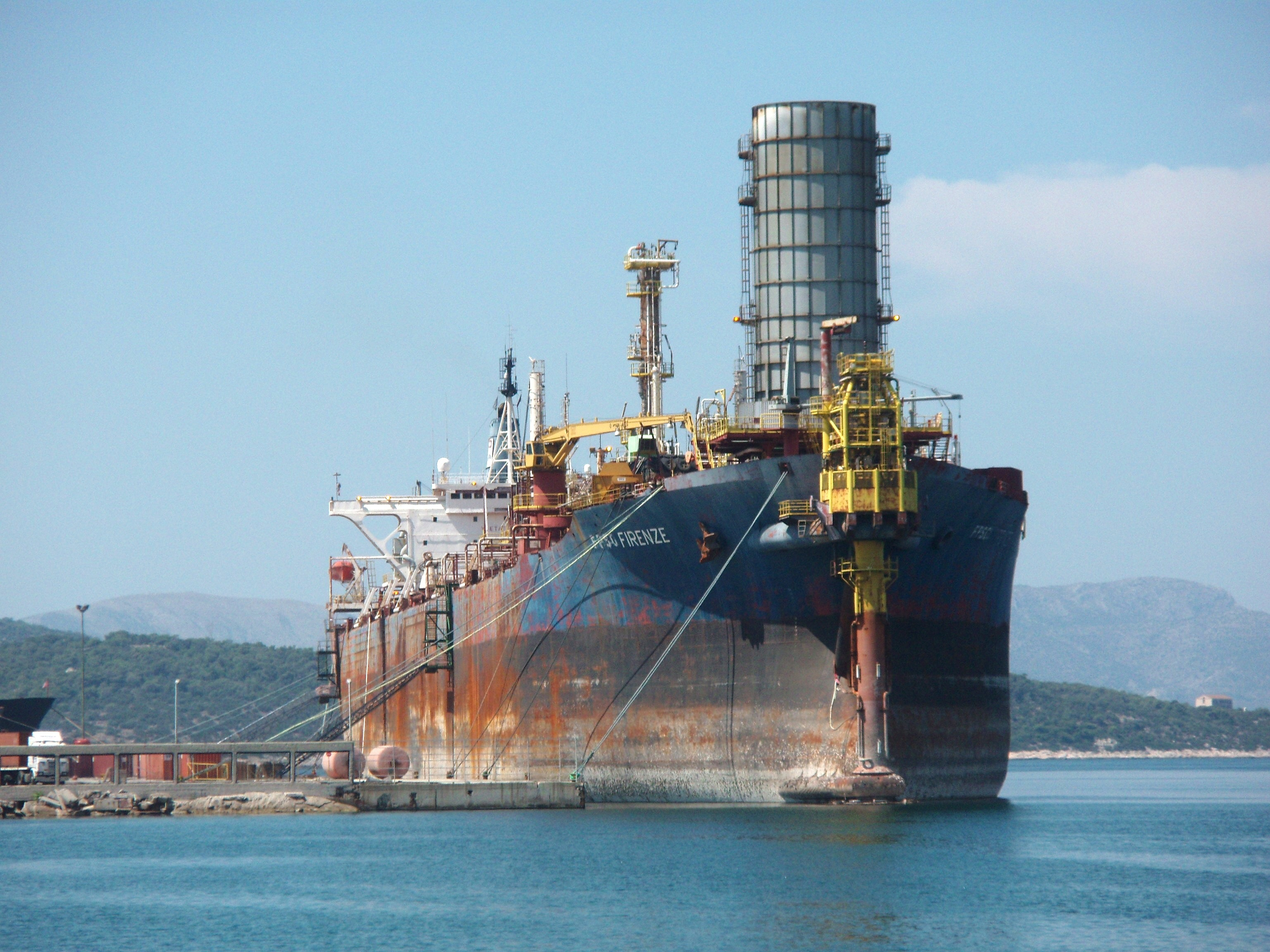
ギリシャ・ヘレニック造船所に係留中のFPSO「Firenze」（2007年）

LNG船とFSRUを洋上で係留し、LNG船からLNGが送出され、FSRUで再ガス化して海底パイプラインなどを通じて陸上に送られる。
メリットとしては、既存のLNG運搬船を利用することにより、陸上基地では必要となる土建工事やLNGタンク建設工事が不要となり、また現地での規制による手続きが比較的早いため、建設期間の短縮化（約3年から約1年）が可能となる。FSRU設備は移動させることが可能であり、緊急対応や他場所への転用が可能となることなどが挙げられる。
なお再ガス化工程を伴わず貯蔵を主目的とする場合はFSU（浮体式貯蔵設備、floating storage unit）と呼ぶ。